# كارول سنو
كارول سنو (بالإنجليزية: Carol Snow)‏ هي كاتِبة وشاعرة أمريكية، ولدت في 18 أكتوبر 1949.